# Powiat milicki
Powiat milicki är ett politiskt och administrativt distrikt (powiat) i sydvästra Polen, tillhörande Nedre Schlesiens vojvodskap. Befolkningen uppgick till 37 063 invånare i juni 2010. Huvudort och enda stad är Milicz.

## Kommunindelning
Distriktet indelas i tre kommuner, varav en stads- och landskommun och två landskommuner.
Stads- och landskommun
- Milicz

Landskommuner
- Cieszków
- Krośnice